# Rhynchanthera paludicola
Rhynchanthera paludicola är en tvåhjärtbladig växtart som först beskrevs av John Donnell Smith, och fick sitt nu gällande namn av Henry Allan Gleason. Rhynchanthera paludicola ingår i släktet Rhynchanthera och familjen Melastomataceae. Inga underarter finns listade i Catalogue of Life.